# Wiktor Dyndo
Wiktor Dyndo (ur. w 1983 w Warszawie) – artysta wizualny, malarz. W swojej twórczości mierzy się z problematyką wydarzeń międzynarodowych i wielokulturowości w jej najbardziej newralgicznych puntach. Podejmuje tematykę przemian politycznych na Bliskim Wschodzie, globalnej polityki oraz znaczenia mediów masowych w rozwoju neoorientalizmu. Kluczowe wątki jego prac oscylują wokół takich problemów jak międzynarodowy terroryzm, wojny czy konflikty zbrojne. ze szczególnym uwzględnieniem rejonu Bliskiego Wschodu. Do częstych tematów jakie podejmuje należy także manipulacja mediów, oraz ich znaczenie w rozwoju współczesnego orientalizmu. 

## Życiorys
Od dzieciństwa interesuje się Bliskim Wschodem. Jego matka - prof. Jolanta Sierakowska-Dyndo to znana iranistka i afganolorzka z  Wydziału Orientalistycznym Uniwersytetu Warszawskiego.
Absolwent Wydziału Malarstwa Akademii Sztuk Pięknych w Warszawie i Uniwersytetu Helwan w Kairze. W 2007 roku obronił dyplom z wyróżnieniem rektorskim w pracowni prof. Krzysztofa Wachowiaka, za który otrzymał nagrody im. Józefa Szajny i Ewy Tomaszewskiej.
Od 2009 roku regularnie bierze udział w licznych wystawach zbiorowych w kraju i za granicą. Jego obrazy bardzo często są reprodukowane w prasie i na okładkach książek m.in. Państwowego Instytutu Wydawniczego, Instytutu Wydawniczego Książka i Prasa oraz Wydawnictwa Akademickiego „Dialog”. Laureat I nagrody w konkursie „Obraz Przestrzeni Publicznej” Centrum Kultury Zamek w Poznaniu (2009), stypendysta Ministra Kultury i Dziedzictwa Narodowego w 2018 i 2024 r.. Jego obrazy znajdują się w licznych kolekcjach prywatnych i instytucjonalnych, m.in.  w Muzeum Narodowe w Gdańsku, Muzeum Historii Polski, Muzeum Warszawy.

## Wystawy indywidualne
- 2024 Rzeczywistość tworzą niespodzianki, Miejska Galeria Sztuki w Łodzi
- 2022 DATA, pokaz w 100 rocznicę zamachu na Gabriela Narutowicza, Zachęta - Narodowa Galeria Sztuki
- 2022 Data, Galeria Szydłowski, Warszawa
- 2021 Post-History (razem z Niną Haab), Galeria Szydłowski, Warszawa
- 2018 Internet Lies, Misr Gallery, Kair, Egipt
- 2016 Prawda leży na dnie naftowego szybu, Galeria Manhattan, Łódź
- 2015 Propaganda, Unit24 Gallery, Londyn, Wielka Brytania
- 2013 Obyś żył w ciekawych czasach, Galeria aTAK, Warszawa
- 2011 A lato było piękne tego roku...11 Września 2001, Bochenska Gallery, Warszawa
- 2010 Z ostatniej chwili, Otwarta Pracownia, Kraków
- 2009 Rejon konfliktu, Bochenska Gallery, Warszawa
- 2007 Domes, Khaneh Honarmardan, Teheran, Iran

## Wybrane wystawy zbiorowe
- 2024 Z perspektywy rybiego oka, BWA Słupsk
- 2023 The Body Presence, Art D'Egypte, Cinema Radio, Kair, Egipt
- 2023 Im Osten nichts Neues, A.K.T, Pforzheim, Niemcy
- 2019 Pałac Sztuk Młode malarstwo polskie, Muzeum Narodowe w Gdańsku
- 2019 Dämonkratie, A.K.T; EMMA – Kreativzentrum Pforzheim, Niemcy[8]
- 2017 XY, MODEM, Węgry
- 2017 XoXoXo, Galeria Salon Akademii, Warszawa
- 2016 The Drawers vol.2, Kasia Michalski Gallery, Warszawa
- 2016 Polish Contemporary Painting from The Krzysztof Musiał Collection, Centro de Arte Contemporaneo Velez, Malaga, Hiszpania
- 2014 Zapisy przemian_2, Państwowa Galeria Sztuki, Sopot
- 2013 Małe jest wielkie, Galeria Propaganda, Warszawa
- 2012 Dlaczego nie wszyscy kochamy przygody? Opowieść o Janku Dziaczkowskim, CSW Zamek Ujazdowski
- 2012 Chora sztuka, Jerozolima, Warszawa
- 2011 Atracción de la pintura, Madryt, Hiszpania
- 2010 CRW - Contemporary Reflections on War, BKS Garage, Kopenhaga, Dania
- 2009 Bielska Jesień 2009, Galeria Bielska BWA, Bielsko-Biała
- 2009 Obraz w przestrzeni publicznej, C.K. Zamek, Poznań
- 2008 Atrakcja malarska, Witryna, Warszawa
- 2008 Rybie oko 5 Biennale, BWA, Słupsk